# Repêchage d'entrée dans la LNH 2001
2000 2002
Le repêchage d'entrée dans la Ligue nationale de hockey 2001 a eu lieu au BankAtlantic Center à Sunrise, Floride aux États-Unis en juin 2001.

## Le repêchage[1],[2],[3]

### 1ertour
| Rang | Joueur                    | Nationalité        | Équipe LNH                                     | Repêché de                                       |
| ---- | ------------------------- | ------------------ | ---------------------------------------------- | ------------------------------------------------ |
| 1    | Ilia Kovaltchouk (AG)     | Russie             | Thrashers d'Atlanta                            | Spartak Moscou (Vyschaïa Liga)                   |
| 2    | Jason Spezza (C)          | Canada             | Sénateurs d'Ottawa (des Islanders de New York) | Spitfires de Windsor (LHO)                       |
| 3    | Aleksandr Svitov (C)      | Russie             | Lightning de Tampa Bay                         | Avangard Omsk (Superliga)                        |
| 4    | Stephen Weiss (C)         | Canada             | Panthers de la Floride                         | Whalers de Plymouth (LHO)                        |
| 5    | Stanislav Tchistov (C/AD) | Russie             | Mighty Ducks d'Anaheim                         | Avangard Omsk (Superliga)                        |
| 6    | Mikko Koivu (C)           | Finlande           | Wild du Minnesota                              | TPS Turku (SM-Liiga)                             |
| 7    | Michael Komisarek (D)     | États-Unis         | Canadiens de Montréal                          | Wolverines du Michigan (NCAA)                    |
| 8    | Pascal Leclaire (G)       | Canada             | Blue Jackets de Columbus                       | Mooseheads d'Halifax (LHJMQ)                     |
| 9    | Tuomo Ruutu (C/AG)        | Finlande           | Blackhawks de Chicago                          | Jokerit Helsinki (SM-Liiga)                      |
| 10   | Daniel Blackburn (G)      | Canada             | Rangers de New York                            | Ice de Kootenay (LHOu)                           |
| 11   | Fredrik Sjöström (AD)     | Suède              | Coyotes de Phoenix (de Calgary)                | Frölunda Indians (Elitserien)                    |
| 12   | Dan Hamhuis (D)           | Canada             | Predators de Nashville                         | Cougars de Prince George (LHOu)                  |
| 13   | Aleš Hemský (AD)          | République tchèque | Oilers d'Edmonton (de Boston)                  | Olympiques de Hull (LHJMQ)                       |
| 14   | Chuck Kobasew (AD)        | Canada             | Flames de Calgary (de Phoenix)                 | Eagles de Boston College (NCAA)                  |
| 15   | Igor Kniazev (D)          | Russie             | Hurricanes de la Caroline                      | Spartak de Moscou (Superliga)                    |
| 16   | R. J. Umberger (C)        | États-Unis         | Canucks de Vancouver                           | Buckeyes d'Ohio State (NCAA)                     |
| 17   | Carlo Colaiacovo (D)      | Canada             | Maple Leafs de Toronto                         | Otters d'Érié (LHO)                              |
| 18   | Jens Karlsson (C/A)       | Suède              | Kings de Los Angeles                           | Frölunda Indians (Elitserien)                    |
| 19   | Shaone Morrisonn (D)      | Canada             | Bruins de Boston (d'Edmonton)                  | Blazers de Kamloops (Ligue de hockey de l'Ouest) |
| 20   | Marcel Goc (C)            | Allemagne          | Sharks de San José                             | Schwenningen Wild Wings (DEL)                    |
| 21   | Colby Armstrong (AD)      | Canada             | Penguins de Pittsburgh                         | Rebels de Red Deer (LHOu)                        |
| 22   | Jiří Novotný (C)          | République tchèque | Sabres de Buffalo                              | HC České Budějovice (Extraliga)                  |
| 23   | Tim Gleason (D)           | États-Unis         | Sénateurs d'Ottawa (de Philadelphie)           | Spitfires de Windsor (LHO)                       |
| 24   | Lukáš Krajíček (D)        | République tchèque | Panthers de la Floride                         | Petes de Peterborough (LHO)                      |
| 25   | Aleksandr Perejoguine (C) | Russie             | Canadiens de Montréal (de Washington)          | Avangard Omsk (Superliga)                        |
| 26   | Jason Bacashihua (C)      | États-Unis         | Stars de Dallas                                | Freeze de Chicago (NAHL)                         |
| 27   | Jeff Woywitka (D)         | Canada             | Flyers de Philadelphie                         | Rebels de Red Deer (LHOu)                        |
| 28   | Adrian Foster (AG)        | Canada             | Devils du New Jersey                           | Blades de Saskatoon (LHOu)                       |
| 29   | Adam Munro (G)            | Canada             | Blackhawks de Chicago (de Détroit)             | Otters d'Érié (LHO)                              |
| 30   | David Steckel (C/AG)      | États-Unis         | Kings de Los Angeles (de Colorado)             | Buckeyes d'Ohio State (NCAA)                     |

### 2etour
| Rang | Joueur                      | Nationalité        | Équipe LNH                             | Repêché de                            |
| ---- | --------------------------- | ------------------ | -------------------------------------- | ------------------------------------- |
| 31   | Matthew Spiller (D)         | Canada             | Coyotes de Phoenix (des Islanders)     | Thunderbirds de Seattle (LHOu)        |
| 32   | Derek Roy (C)               | Canada             | Sabres de Buffalo (de Tampa Bay)       | Rangers de Kitchener (LHO)            |
| 33   | Timofeï Chichkanov (AD)     | Russie             | Predators de Nashville (d'Atlanta)     | HC Spartak de Moscou (Superliga)      |
| 34   | Greg Watson (C/AG)          | Canada             | Panthers de la Floride                 | Raiders de Prince Albert (LHOu)       |
| 35   | Mark Popovic (D)            | Canada             | Mighty Ducks d'Anaheim                 | St. Michael's Majors de Toronto (LHO) |
| 36   | Kyle Wanvig (AD)            | Canada             | Wild du Minnesota                      | Rebels de Red Deer (LHOu)             |
| 37   | Duncan Milroy (AD)          | Canada             | Canadiens de Montréal                  | Broncos de Swift Current (LHOu)       |
| 38   | Tim Jackman (AD)            | États-Unis         | Blue Jackets de Columbus               | Mavericks de Mankato (NCAA)           |
| 39   | Karel Pilař (D)             | République tchèque | Maple Leafs de Toronto (de Chicago)    | Chemopetrol Litvínov (Extraliga tch.) |
| 40   | Fiodor Tioutine (D)         | Russie             | Rangers de New York                    | SKA Saint-Pétersbourg (Superliga)     |
| 41   | Andreï Taratoukhine (C/A)   | Russie             | Flames de Calgary                      | Avangard Omsk (Superliga)             |
| 42   | Tomáš Slovák (D)            | Slovaquie          | Predators de Nashville                 | HC Košice (Extraliga Slo.)            |
| 43   | Doug Lynch (D)              | Canada             | Oilers d'Edmonton (de Boston)          | Rebels de Red Deer (LHOu)             |
| 44   | Igor Pohanka (C)            | Slovaquie          | Devils du New Jersey (de Phoenix)      | Raiders de Prince Albert (LHOu)       |
| 45   | Martin Podlešák (C)         | République tchèque | Coyotes de Phoenix                     | Hurricanes de Lethbridge (LHOu)       |
| 46   | Michael Zigomanis (C)       | Canada             | Hurricanes de la Caroline              | Frontenacs de Kingston (LHO)          |
| 47   | Aleksandr Polouchine (C/AG) | Russie             | Lightning de Tampa Bay (de Vancouver)  | HK MVD Tver (Superliga)               |
| 48   | Thomas Pihlman (C/A)        | Finlande           | Devils du New Jersey (de Vancouver)    | JYP Jyväskylä (SM-liiga)              |
| 49   | Mike Cammalleri (C)         | Canada             | Kings de Los Angeles (de Toronto)      | Wolverines du Michigan (NCAA)         |
| 50   | Chris Thorburn (C)          | Canada             | Sabres de Buffalo                      | Centennials de North Bay (LHO)        |
| 51   | Jaroslav Bednář (C)         | République tchèque | Kings de Los Angeles                   | HIFK (SM-liiga)                       |
| 52   | Edward Caron (AG)           | États-Unis         | Oilers d'Edmonton                      | Phillips-Exeter (USHS)                |
| 53   | Kiel McLeod (C)             | Canada             | Blue Jackets de Columbus (de San José) | Rockets de Kelowna (LHOu)             |
| 54   | Noah Welch (D)              | États-Unis         | Penguins de Pittsburgh                 | St Sebastien's (USHS)                 |
| 55   | Jason Pominville (AD)       | Canada             | Sabres de Buffalo                      | Cataractes de Shawinigan (LHJMQ)      |
| 56   | Andreï Medvedev (G)         | Russie             | Flames de Calgary (de Philadelphie)    | HC Spartak Moscou (Superliga)         |
| 57   | Jay McClement (C)           | Canada             | Blues de Saint-Louis                   | Battalion de Brampton (LHO)           |
| 58   | Nathan Paetsch (D)          | Canada             | Capitals de Washington                 | Warriors de Moose Jaw (LHOu)          |
| 59   | Matt Keith (AD)             | Canada             | Blackhawks de Chicago (de Dallas)      | Chiefs de Spokane (LHOu)              |
| 60   | Viktor Outchevatov (D)      | Russie             | Devils du New Jersey (d'Ottawa)        | Lokomotiv Iaroslavl (Superliga)       |
| 61   | Andreas Holmqvist (D)       | Suède              | Lightning de Tampa Bay (de New Jersey) | Hammarby IF (Elitserien)              |
| 62   | Igor Grigorenko (AD)        | Russie             | Red Wings de Détroit                   | Lada Togliatti (Superliga)            |
| 63   | Peter Budaj (G)             | Slovaquie          | Avalanche du Colorado                  | St. Michael's Majors de Toronto (LHO) |

### 3etour
| Rang | Joueur                    | Nationalité        | Équipe LNH                                         | Repêché de                           |
| ---- | ------------------------- | ------------------ | -------------------------------------------------- | ------------------------------------ |
| 64   | Tomáš Malec (D)           | Slovaquie          | Panthers de la Floride (des Islanders de New York) | Océanic de Rimouski (LHJMQ)          |
| 65   | Brendan Bell (D)          | Canada             | Maple Leafs de Toronto (de Tampa Bay)              | Generals d'Oshawa (LHO)              |
| 66   | Fiodor Fiodorov (AG)      | Russie             | Canucks de Vancouver (d'Atlanta)                   | Wolves de Sudbury (LHO)              |
| 67   | Robin Leblanc (AD)        | Canada             | Devils du New Jersey                               | Drakkar de Baie-Comeau (LHJMQ)       |
| 68   | Grant McNeill (D)         | Canada             | Panthers de la Floride                             | Raiders de Prince Albert (LHOu)      |
| 69   | Joel Stepp (C/AG)         | Canada             | Mighty Ducks d'Anaheim                             | Rebels de Red Deer (LHOu)            |
| 70   | Yared Hagos (C)           | Suède              | Stars de Dallas (de Minnesota)                     | AIK IF (Allsvenskan)                 |
| 71   | Tomáš Plekanec (C)        | République tchèque | Canadiens de Montréal                              | HC Rabat Kladno (Extraliga)          |
| 72   | Brandon Nolan (C/AG)      | Canada             | Devils du New Jersey (de Columbus)                 | Generals d'Oshawa (LHO)              |
| 73   | Craig Anderson (G)        | États-Unis         | Blackhawks de Chicago                              | Storm de Guelph (LHO)                |
| 74   | Chris Heid (D)            | Canada             | Wild du Minnesota (des Rangers de New York)        | Chiefs de Spokane (LHOu)             |
| 75   | Denis Platonov            | Russie             | Predators de Nashville (de Calgary)                | Kristall Saratov (Vyschaïa Liga)     |
| 76   | Oliver Setzinger (C)      | Autriche           | Predators de Nashville                             | Ilves Tampere (SM-liiga)             |
| 77   | Darren McLachlan (AG)     | Canada             | Bruins de Boston                                   | Thunderbirds de Seattle (LHOu)       |
| 78   | Beat Forster (D)          | Suisse             | Coyotes de Phoenix                                 | HC Davos (LNA)                       |
| 79   | Garth Murray (C/AG)       | Canada             | Rangers de New York (de la Caroline)               | Pats de Regina (LHOu)                |
| 80   | Michael Garnett (G)       | Canada             | Thrashers d'Atlanta (de Vancouver)                 | Blades de Saskatoon (LHOu)           |
| 81   | Neil Komadoski (D)        | États-Unis         | Sénateurs d'Ottawa (de New Jersey)                 | Fighting Irish de Notre Dame (CCHA)  |
| 82   | Jay Harrison (D)          | Canada             | Maple Leafs de Toronto                             | Battalion de Brampton (LHO)          |
| 83   | Henrik Juntunen (AD)      | Suède              | Kings de Los Angeles                               | Kärpät Oulu (SM-liiga)               |
| 84   | Kenny Smith (D)           | États-Unis         | Oilers d'Edmonton                                  | Crimson d'Harvard (ECAC)             |
| 85   | Aaron Johnson (D)         | Canada             | Blue Jackets de Columbus (de San José)             | Océanic de Rimouski (LHJMQ)          |
| 86   | Drew Fata (D)             | Canada             | Penguins de Pittsburgh                             | St. Michael's Majors de Toronto(LHO) |
| 87   | Per Mårs                  | Suède              | Blue Jackets de Columbus (de Buffalo)              | Brynäs IF (Elitserien)               |
| 88   | Nicolas Corbeil (C)       | Canada             | Maple Leafs de Toronto (de Philadelphie)           | Castors de Sherbrooke (LHJMQ)        |
| 89   | Tuomas Nissinen (G)       | Finlande           | Blues de Saint-Louis                               | KalPa Kuopio (SM-liiga)              |
| 90   | Owen Fussey (AD)          | Canada             | Capitals de Washington                             | Hitmen de Calgary (LHOu)             |
| 91   | Kevin Estrada (AG)        | Canada             | Hurricanes de la Caroline                          | Bruins de Chilliwack (LHCB)          |
| 92   | Anthony Aquino (AD)       | Canada             | Stars de Dallas                                    | Warriors de Merrimack (HE)           |
| 93   | Stéphane Veilleux (C)     | Canada             | Wild du Minnesota (d'Ottawa)                       | Foreurs de Val-d'Or (LHJMQ)          |
| 94   | Ievgueni Artioukhine (AD) | Russie             | Lightning de Tampa Bay (de New Jersey)             | Vitiaz Podolsk (Superliga)           |
| 95   | Patrick Sharp (C)         | Canada             | Flyers de Philadelphie (de Détroit)                | Catamounts du Vermont (ECAC)         |
| 96   | Alexandre Rouleau (D)     | Canada             | Penguins de Pittsburgh                             | Foreurs de Val-d'Or (LHJMQ)          |
| 97   | Danny Bois (AD)           | Canada             | Avalanche du Colorado                              | Knights de London (LHO)              |

### 4etour
| Rang | Joueur                    | Nationalité        | Équipe LNH                                         | Repêché de                            |
| ---- | ------------------------- | ------------------ | -------------------------------------------------- | ------------------------------------- |
| 98   | Jordin Tootoo (AD)        | Canada             | Predators de Nashville (des Islanders de New York) | Wheat Kings de Brandon (LHOu)         |
| 99   | Ray Emery (G)             | Canada             | Sénateurs d'Ottawa (de Tampa Bay)                  | Greyhounds de Sault Ste. Marie (LHO)  |
| 100  | Brian Sipotz (D)          | États-Unis         | Thrashers d'Atlanta                                | Redhawks de Miami (CCHA)              |
| 101  | Cory Stillman (C)         | Canada             | Islanders de New York (de la Floride)              | Frontenacs de Kingston (LHO)          |
| 102  | Timo Pärssinen (C/A)      | Finlande           | Mighty Ducks d'Anaheim                             | HPK Hämeenlinna (SM-liiga)            |
| 103  | Tony Virta (AD)           | Finlande           | Wild du Minnesota                                  | TPS Turku (SM-liiga)                  |
| 104  | Brent MacLellan (D)       | Canada             | Blackhawks de Chicago (de Montréal)                | Océanic de Rimouski (LHJMQ)           |
| 105  | Vladimir Korsounov (D)    | Russie             | Mighty Ducks d'Anaheim                             | HC Spartak de Moscou (Superliga)      |
| 106  | Christian Ehrhoff (D)     | Allemagne          | Sharks de San José (de Chicago)                    | Krefeld Pinguine (DEL)                |
| 107  | Dimitri Pätzold (G)       | Allemagne          | Sharks de San José (de New York)                   | Erding (Allemagne)                    |
| 108  | Tomi Mäki (AD)            | Finlande           | Flames de Calgary                                  | Jokerit Helsinki (SM-liiga)           |
| 109  | Martti Järventie (D)      | Finlande           | Canadiens de Montréal                              | TPS Turku (SM-liiga)                  |
| 110  | Rob Zepp (G)              | Canada             | Hurricanes de la Caroline (de Nashville)           | Whalers de Plymouth (LHO)             |
| 111  | Matti Kaltiainen (G)      | Finlande           | Bruins de Boston                                   | Blues Espoo Jr (SM-liiga)             |
| 112  | Milan Gajic (C)           | Canada             | Thrashers d'Atlanta (de Phoenix)                   | Burnaby (LHCB)                        |
| 113  | Bryce Lampman (D)         | États-Unis         | Rangers de New York (de la Caroline)               | Landers d'Omaha (USHL)                |
| 114  | Ievgueni Gladskikh (AG)   | Russie             | Canucks de Vancouver                               | Metallurg Magnitogorsk (Superliga)    |
| 115  | Vladimir Goussev (en) (D) | Russie             | Blackhawks de Chicago (de Toronto)                 | Amour Khabarovsk (Superliga)          |
| 116  | Richard Petiot (D)        | Canada             | Kings de Los Angeles                               | Camrose (LHJA)                        |
| 117  | Michael Woodford (AD)     | États-Unis         | Panthers de la Floride (de Columbus)               | Académie Cushing (USHSE)              |
| 118  | Brandon Rogers (D)        | États-Unis         | Mighty Ducks d'Anaheim (d'Edmonton)                | Académie Hotchkiss (USHSE)            |
| 119  | Alekseï Zotkine (D)       | Russie             | Blackhawks de Chicago (de San José)                | Metallurg Magnitogorsk (Superliga)    |
| 120  | Tomáš Surový (C/A)        | Slovaquie          | Penguins de Pittsburgh                             | HK ŠKP Poprad (Extraliga slo.)        |
| 121  | Drew MacIntyre (G)        | Canada             | Red Wings de Détroit                               | Castors de Sherbrooke (LHJMQ)         |
| 122  | Igor Valeïev (AD)         | Russie             | Blues de Saint-Louis (de Buffalo)                  | Centennials de North Bay (LHO)        |
| 123  | Aaron Lobb (AD)           | Canada             | Lightning de Tampa Bay (de Philadelphie)           | Knights de London (LHO)               |
| 124  | Iegor Chastine (C/AG)     | Russie             | Flames de Calgary (de Saint-Louis)                 | Avangard Omsk (Superliga)             |
| 125  | Jeff Lucky (AD)           | Canada             | Capitals de Washington                             | Chiefs de Spokane (LHOu)              |
| 126  | Daniel Volráb (C)         | République tchèque | Stars de Dallas                                    | HC Sparta Prague (Extraliga)          |
| 127  | Christoph Schubert (D)    | Allemagne          | Sénateurs d'Ottawa                                 | EHC München (DEL)                     |
| 128  | Andreï Posnov (C/A)       | Russie             | Devils du New Jersey                               | Krylia Sovetov Moscou Jr. (Superliga) |
| 129  | Miroslav Blaťák (D)       | République tchèque | Red Wings de Détroit                               | HC Hamé Zlín (Extraliga)              |
| 130  | Colt King (AG)            | Canada             | Avalanche du Colorado                              | Storm de Guelph (LHO)                 |
| 131  | Ben Eaves (C)             | États-Unis         | Penguins de Pittsburgh                             | Eagles de Boston College (HE)         |

### 5etour
| Rang | Joueur                  | Nationalité        | Équipe LNH                                      | Repêché de                          |
| ---- | ----------------------- | ------------------ | ----------------------------------------------- | ----------------------------------- |
| 132  | Dušan Salfický (G)      | République tchèque | Islanders de New York                           | HC Lasselsberger Plzeň (Extraliga)  |
| 133  | Jussi Markkanen (G)     | Finlande           | Oilers d'Edmonton                               | Tappara Tampere (SM-liiga)          |
| 134  | Kyle Wellwood (C)       | Canada             | Maple Leafs de Toronto (de Tampa Bay)           | Bulls de Belleville (LHO)           |
| 135  | Colin Stuart (C)        | États-Unis         | Thrashers d'Atlanta                             | Tigers de Colorado College (WCHA)   |
| 136  | Billy Thompson (G)      | Canada             | Panthers de la Floride                          | Cougars de Prince George (LHOu)     |
| 137  | Joël Perrault (C)       | Canada             | Mighty Ducks d'Anaheim                          | Drakkar de Baie-Comeau (LHJMQ)      |
| 138  | Paul Lynch (D)          | États-Unis         | Lightning de Tampa Bay (de Philadelphie)        | Valley Warriors Jr (EJHL)           |
| 139  | Shawn Collymore (AD)    | Canada             | Rangers de New York (de Minnesota)              | Remparts de Québec (LHJMQ)          |
| 140  | Tomáš Plíhal (C/A)      | République tchèque | Sharks de San José (de Montréal)                | HC Bílí Tygři Liberec (Extraliga)   |
| 141  | Cole Jarrett (D)        | Canada             | Blue Jackets de Columbus                        | Whalers de Plymouth (LHO)           |
| 142  | Tommi Jäminki (AG)      | Finlande           | Blackhawks de Chicago                           | Blues Espoo Jr (SM-liiga)           |
| 143  | František Skladaný (AG) | Slovaquie          | Avalanche du Colorado (des Rangers de New York) | Terriers de Boston (HE)             |
| 144  | Cody McCormick (C/AD)   | Canada             | Avalanche du Colorado                           | Bulls de Belleville (LHO)           |
| 145  | James Hakewill (D)      | États-Unis         | Flames de Calgary                               | Westminster (USHSE)                 |
| 146  | Jussi Timonen (D)       | Finlande           | Flyers de Philadelphie (de Nashville)           | KalPa Kuopio Jr (SM-liiga)          |
| 147  | Jiri Jakes (AD)         | République tchèque | Bruins de Boston                                | Wheat Kings de Brandon (LHOu)       |
| 148  | David Klema (C)         | États-Unis         | Coyotes de Phoenix                              | Bucaneers de Des Moines (USHL)      |
| 149  | Mikko Viitanen (D)      | Finlande           | Avalanche du Colorado (de la Caroline)          | Ahmat (SM-liiga)                    |
| 150  | Bernd Brückler (G)      | Autriche           | Flyers de Philadelphie                          | Storm de Tri-City (USHL)            |
| 151  | Kevin Bieksa (D)        | Canada             | Canucks de Vancouver                            | Falcons de Bowling Green (CCHA)     |
| 152  | Terry Denike (G)        | Canada             | Kings de Los Angeles (de Toronto)               | Weyburn (LHJS)                      |
| 153  | Tuukka Mäntylä (D)      | Finlande           | Kings de Los Angeles                            | Tappara Tampere (SM-liiga)          |
| 154  | Jake Brenk (C)          | États-Unis         | Oilers d'Edmonton                               | Breck (USHSO)                       |
| 155  | Michal Vondrka (AG)     | République tchèque | Sabres de Buffalo (de San José)                 | HC České Budějovice (Extraliga)     |
| 156  | Andy Schneider (D)      | États-Unis         | Penguins de Pittsburgh                          | Stars de Lincoln (USHL)             |
| 157  | Andreas Jämtin (AD)     | Suède              | Red Wings de Détroit (de Buffalo)               | Färjestads BK (Elitserien)          |
| 158  | Roman Málek (G)         | République tchèque | Flyers de Philadelphie                          | HC Slavia Prague (Extraliga)        |
| 159  | Dmitri Siomine (C/A)    | Russie             | Blues de Saint-Louis                            | Spartak Moscou Jr (Russie)          |
| 160  | Artiom Ternavski (D)    | Russie             | Capitals de Washington                          | Castors de Sherbrooke (LHJMQ)       |
| 161  | Mike Smith (G)          | Canada             | Stars de Dallas                                 | Wolves de Sudbury (LHO)             |
| 162  | Stefan Schauer (D)      | Allemagne          | Sénateurs d'Ottawa                              | Riesersee (Allemagne)               |
| 163  | Andreas Salomonsson (C) | Suède              | Devils du New Jersey                            | Djurgården IF (Elitserien)          |
| 164  | Iouri Troubatchiov (C)  | Russie             | Flames de Calgary (de Détroit)                  | SKA Saint-Pétersbourg (Superliga)   |
| 165  | Pierre-Luc Émond (C)    | Canada             | Avalanche du Colorado                           | Voltigeurs de Drummondville (LHJMQ) |

### 6etour
| Rang | Joueur                  | Nationalité        | Équipe LNH                               | Repêché de                             |
| ---- | ----------------------- | ------------------ | ---------------------------------------- | -------------------------------------- |
| 166  | Andy Chiodo (G)         | Canada             | Islanders de New York                    | St. Michael's Majors de Toronto (LHO)  |
| 167  | Michal Blazek (D)       | République tchèque | Stars de Dallas (de Tampa Bay)           | Vsetin Jr (République tchèque)         |
| 168  | Maksim Kondratiev (D)   | Russie             | Maple Leafs de Toronto (d'Atlanta)       | Lada Togliatti (Pervaya liga)          |
| 169  | Dustin Johner (C)       | Canada             | Panthers de la Floride                   | Thunderbirds de Seattle (LHOu)         |
| 170  | Ján Tabaček (D)         | Slovaquie          | Mighty Ducks d'Anaheim                   | MHC Martin Extraliga                   |
| 171  | Eric Himelfarb (C)      | Canada             | Canadiens de Montréal (de Minnesota)     | Sting de Sarnia (LHO)                  |
| 172  | Dennis Seidenberg (D)   | Allemagne          | Flyers de Philadelphie (de Montréal)     | Adler Mannheim (DEL)                   |
| 173  | Justin Aikins (C)       | Canada             | Blue Jackets de Columbus                 | Langley (LHCB)                         |
| 174  | Aleksandr Golvine (AG)  | Russie             | Blackhawks de Chicago                    | Avangard Omsk Jr (Superliga)           |
| 175  | Ryane Clowe (AD)        | Canada             | Sharks de San José                       | Océanic de Rimouski (LHJMQ)            |
| 176  | Marek Židlický (D)      | République tchèque | Rangers de New York                      | HIFK (SM-liiga)                        |
| 177  | Andreï Razine (C)       | Russie             | Flyers de Philadelphie (de Calgary)      | Metallurg Magnitogorsk (Superliga)     |
| 178  | Anton Lavrentiev (D)    | Russie             | Predators de Nashville                   | Ak Bars Kazan Jr (Superliga)           |
| 179  | Andrew Alberts (D)      | États-Unis         | Bruins de Boston                         | Waterloo (USHL)                        |
| 180  | Scott Polaski (AD)      | États-Unis         | Coyotes de Phoenix                       | Musketeers de Sioux City (USHL)        |
| 181  | Daniel Boisclair (G)    | Canada             | Hurricanes de la Caroline                | Screaming Eagles du Cap-Breton (LHJMQ) |
| 182  | Tom Cavanagh (AD)       | États-Unis         | Sharks de San José (de Vancouver)        | Phillips-Exeter (USHSE)                |
| 183  | Jaroslav Sklenar (A)    | République tchèque | Maple Leafs de Toronto                   | HC Kometa Brno (Extraliga)             |
| 184  | Scott Horvath (AD)      | États-Unis         | Avalanche du Colorado (de Los Angeles)   | Mass-Amherst (HE)                      |
| 185  | Mikael Svensk (D)       | Suède              | Oilers d'Edmonton                        | Frölunda Indians Jr (Elitserien)       |
| 186  | Petr Punčochář (D)      | République tchèque | Blackhawks de Chicago (de San José)      | HC Energie Karlovy Vary (Extraliga)    |
| 187  | Artiom Vostrikov (C)    | Russie             | Blue Jackets de Columbus (de Pittsburgh) | Lada Togliatti (Superliga)             |
| 188  | Art Femenella (D)       | États-Unis         | Lightning de Tampa Bay (de Buffalo)      | Musketeers de Sioux City (USHL)        |
| 189  | Pasi Nurminen (G)       | Finlande           | Thrashers d'Atlanta (de Philadelphie)    | Jokerit Helsinki (SM-liiga)            |
| 190  | Brett Scheffelmaier (D) | Canada             | Blues de Saint-Louis                     | Tigers de Medicine Hat (LHOu)          |
| 191  | Zbyněk Novák (C/A)      | République tchèque | Capitals de Washington                   | HC Slavia Prague Jr.(Extraliga)        |
| 192  | Jussi Jokinen (C/A)     | Finlande           | Stars de Dallas                          | Kärpät Oulu Jr (SM-liiga)              |
| 193  | Brooks Laich (C)        | Canada             | Sénateurs d'Ottawa                       | Warriors de Moose Jaw (LHOu)           |
| 194  | James Massen (AD)       | États-Unis         | Devils du New Jersey                     | Musketeers de Sioux Falls (USHL)       |
| 195  | Jnick Pannoni (G)       | Canada             | Red Wings de Détroit                     | Thunderbirds de Seattle (LHOu)         |
| 196  | Charlie Stephens (C/AD) | Canada             | Avalanche du Colorado                    | Storm de Guelph (LHO)                  |

### 7etour
| Rang | Joueur                   | Nationalité        | Équipe LNH                            | Repêché de                           |
| ---- | ------------------------ | ------------------ | ------------------------------------- | ------------------------------------ |
| 197  | Jan Holub (D)            | République tchèque | Islanders de New York                 | HC Bílí Tygři Liberec Jr (Extraliga) |
| 198  | Ivan Kolozvary (C/A)     | Slovaquie          | Maple Leafs de Toronto (de Tampa Bay) | HC Dukla Trenčín (Extraliga)         |
| 199  | Matt Suderman (D)        | Canada             | Thrashers d'Atlanta                   | Blades de Saskatoon (LHOu)           |
| 200  | Toni Koivisto (A)        | Finlande           | Panthers de la Floride                | Lukko Rauma (SM-liiga)               |
| 201  | Colin Fitzrandolph (C)   | États-Unis         | Thrashers d'Atlanta (d'Anaheim)       | Phillips-Exeter (USHSE)              |
| 202  | Derek Boogaard (C/A)     | Canada             | Wild du Minnesota                     | Cougars de Prince George (LHOu)      |
| 203  | Andrew Archer (D)        | Canada             | Canadiens de Montréal                 | Storm de Guelph (LHO)                |
| 204  | Raffaele Sannitz (C/A)   | Suisse             | Blue Jackets de Columbus              | HC Lugano (LNA)                      |
| 205  | Teemu Jääskeläinen (D)   | Finlande           | Blackhawks de Chicago                 | Ilves Tampere Jr (SM-liiga)          |
| 206  | Petr Přeučil (C)         | République tchèque | Rangers de New York                   | Remparts de Québec (LHJMQ)           |
| 207  | Garett Bembridge (AD)    | Canada             | Flames de Calgary                     | Blades de Saskatoon (LHOu)           |
| 208  | Thierry Douville (D)     | Canada             | Flyers de Philadelphie (de Nashville) | Drakkar de Baie-Comeau (LHJMQ)       |
| 209  | Jordan Sigalet (G)       | Canada             | Bruins de Boston                      | Victoria (LHCB)                      |
| 210  | Steve Bélanger (G)       | États-Unis         | Coyotes de Phoenix                    | Blazers de Kamloops (LHOu)           |
| 211  | Sean Curry (D)           | États-Unis         | Hurricanes de la Caroline             | Americans de Tri-City (LHOu)         |
| 212  | Jason King (AD)          | Canada             | Canucks de Vancouver                  | Mooseheads d'Halifax (LHJMQ)         |
| 213  | Ján Chovan (G)           | Slovaquie          | Maple Leafs de Toronto                | Bulls de Belleville (LHO)            |
| 214  | Cristobal Huet (G)       | France             | Kings de Los Angeles                  | HC Lugano (LNA)                      |
| 215  | Dan Baum (C/AG)          | Canada             | Oilers d'Edmonton                     | Cougars de Prince George (LHOu)      |
| 216  | Oleg Minakov (AD)        | Russie             | Blackhawks de Chicago (de San José)   | Elektrostal (Superliga)              |
| 217  | Tomáš Duba (G)           | République tchèque | Penguins de Pittsburgh                | HC Slavia Prague Jr (Extraliga)      |
| 218  | Jan Platil (D)           | République tchèque | Sénateurs d'Ottawa (de Buffalo)       | Colts de Barrie (LHO)                |
| 219  | Dennis Packard (AG)      | Canada             | Lightning de Tampa Bay (de Phoenix)   | Crimson d'Harvard (ECAC)             |
| 220  | David Moss (AG)          | États-Unis         | Flames de Calgary (de Saint-Louis)    | Cedar Rapids (USHL)                  |
| 221  | Johnny Oduya (D)         | Suède              | Capitals de Washington                | Tigres de Victoriaville (LHJMQ)      |
| 222  | Jeremy Van Hoof (D)      | Canada             | Lightning de Tampa Bay (de Dallas)    | Generals d'Oshawa (LHO)              |
| 223  | Brandon Bochenski (AD)   | États-Unis         | Sénateurs d'Ottawa                    | Stars de Lincoln (USHL)              |
| 224  | Tony Mårtensson (C)      | Suède              | Mighty Ducks d'Anaheim (de San José)  | Brynäs IF (Elitserien)               |
| 225  | David Printz (D)         | Suède              | Flyers de Philadelphie (d'Ottawa)     | Great Falls (AWHL)                   |
| 226  | Pontus Petterström (C/A) | Suède              | Rangers de New York (de Détroit)      | Tingsryd (Suède)                     |
| 227  | Marek Svatoš (AD)        | Slovaquie          | Avalanche du Colorado                 | Ice de Kootenay (LHOu)               |

### 8etour
| Rang | Joueur                    | Nationalité        | Équipe LNH                               | Repêché de                            |
| ---- | ------------------------- | ------------------ | ---------------------------------------- | ------------------------------------- |
| 228  | Mike Bray (AD)            | Canada             | Islanders de New York                    | Remparts de Québec (LHJMQ)            |
| 229  | Aaron Voros (AD)          | Canada             | Devils du New Jersey (de Tampa Bay)      | Victoria (LHCB)                       |
| 230  | Leonid Jvachine (C)       | Russie             | Rangers de New York (d'Atlanta)          | Vitiaz Podolsk Jr (Russie)            |
| 231  | Kyle Bruce (AD)           | Canada             | Panthers de la Floride                   | Raiders de Prince Albert (LHOu)       |
| 232  | Martin Gerber (G)         | Suisse             | Mighty Ducks d'Anaheim                   | SC Langnau Tigers (LNA)               |
| 233  | Joe Campbell (D)          | États-Unis         | Flames de Calgary (de Minnesota)         | Bucaneers de Des moines (USHL)        |
| 234  | Calle Åslund (D)          | Suède              | Sabres de Buffalo (de San José)          | Huddinge IK (Allsvenska)              |
| 235  | Neil Petruic (D)          | Canada             | Sénateurs d'Ottawa (de Montréal)         | Kindersley (LHJS)                     |
| 236  | Ryan Bowness (AD)         | Canada             | Blue Jackets de Columbus                 | Battalion de Brampton (LHO)           |
| 237  | Mike Gabinet (D)          | États-Unis         | Kings de Los Angeles (de Chicago)        | Mavericks de Nebraska-Omaha (CCHA)    |
| 238  | Ryan Hollweg (C)          | États-Unis         | Rangers de New York                      | Tigers de Medicine Hat (LHOu)         |
| 239  | Jake Riddle (AG)          | États-Unis         | Wild du Minnesota (de Calgary)           | Thunderbirds de Seattle (LHOu)        |
| 240  | Gustav Gräsberg (C)       | Suède              | Predators de Nashville                   | Mora IK Jr (Elitserien)               |
| 241  | Milan Jurčina (D)         | Slovaquie          | Bruins de Boston                         | Mooseheads d'Halifax (LHJMQ)          |
| 242  | Andrew Murray (C)         | Canada             | Blue Jackets de Columbus                 | Selkirk (LHJM)                        |
| 243  | František Lukeš (AG)      | République tchèque | Coyotes de Phoenix                       | St. Michael's Majors de Toronto (LHO) |
| 244  | Carter Trevisani (D)      | Canada             | Hurricanes de la Caroline                | 67 d'Ottawa (LHO)                     |
| 245  | Konstantin Mikhaïlov (C)  | Russie             | Canucks de Vancouver                     | Neftekhimik Nijnekamsk Jr (Superliga) |
| 246  | Tomáš Mojžíš (D)          | République tchèque | Maple Leafs de Toronto                   | Warriors de Moose Jaw (LHOu)          |
| 247  | Marek Dubec (C)           | Slovaquie          | Sabres de Buffalo (de Los Angeles)       | Vsetínská Hokejová (Extraliga)        |
| 248  | Kari Haakana (D)          | Finlande           | Oilers d'Edmonton                        | Jokerit Helsinki (SM-liiga)           |
| 249  | Matt Maglione (D)         | États-Unis         | Capitals de Washington (de San José)     | Tigers de Princeton (ECAC)            |
| 250  | Brandon Crawford-West (G) | États-Unis         | Penguins de Pittsburgh                   | Tornado du Texas (NAHL)               |
| 251  | Ville Hämäläinen (A)      | Finlande           | Flames de Calgary (de Buffalo)           | SaiPa Lappeenranta (SM-liiga)         |
| 252  | Jean-François Soucy (C)   | Canada             | Lightning de Tampa Bay (de Philadelphie) | Rocket de Montréal (LHJMQ)            |
| 253  | Petr Čajánek (AD)         | République tchèque | Blues de Saint-Louis                     | HC Hamé Zlín (Extraliga)              |
| 254  | Peter Polčík (AG)         | Slovaquie          | Capitals de Washington                   | HK Dynamax Nitra Jr (Extraliga Slo.)  |
| 255  | Marco Rosa (C)            | Canada             | Stars de Dallas                          | Warriors de Merrimack (HE)            |
| 256  | Gregg Johnson (C)         | États-Unis         | Sénateurs d'Ottawa                       | Terrier de Boston (HE)                |
| 257  | Ievgueni Gamaleï (D)      | Russie             | Devils du New Jersey                     | HK Dinamo Moscou 2 (Superliga)        |
| 258  | Dmitri Bykov (D)          | Russie             | Red Wings de Détroit                     | Ak Bars Kazan (Superliga)             |
| 259  | Dmitri Bezroukov (AG)     | Russie             | Lightning de Tampa Bay (de Colorado)     | Neftekhimik Nijnekamsk (Superliga)    |

### 9etour
| Rang | Joueur                         | Nationalité        | Équipe LNH                            | Repêché de                              |
| ---- | ------------------------------ | ------------------ | ------------------------------------- | --------------------------------------- |
| 260  | Bryan Perez (C/A)              | États-Unis         | Islanders de New York                 | Bucaneers de Des Moines (USHL)          |
| 261  | Vitali Smolyninov (C/A)        | Russie             | Lightning de Tampa Bay                | Neftekhimik Nijnekamsk Jr (Superliga)   |
| 262  | Mario Cartelli (D)             | République tchèque | Thrashers d'Atlanta                   | HC Oceláři Třinec (Extraliga)           |
| 263  | Ján Blanár (D)                 | Slovaquie          | Panthers de la Floride                | HC Dukla Trenčín (Extraliga)            |
| 264  | Pierre-Alexandre Parenteau (C) | Canada             | Mighty Ducks d'Anaheim                | Saguenéens de Chicoutimi (LHJMQ)        |
| 265  | Dale Sullivan (AD)             | Canada             | Stars de Dallas (de Minnesota)        | Olympiques de Hull (LHJMQ)              |
| 266  | Viktor Ujčík (A)               | République tchèque | Canadiens de Montréal                 | HC Slavia Prague (Extraliga)            |
| 267  | Ivan Majeský (D)               | Slovaquie          | Panthers de la Floride (de Columbus)  | Ilves Tampere (SM-liiga)                |
| 268  | Jeff Miles (C)                 | Canada             | Blackhawks de Chicago                 | Catamounts du Vermont (ECAC)            |
| 269  | Juris Štāls (AD)               | Lettonie           | Rangers de New York                   | Lukko Rauma (SM-liiga)                  |
| 270  | Grant Jacobsen (C)             | Canada             | Blues de Saint-Louis (de Calgary)     | Pats de Regina (LHOu)                   |
| 271  | Mikko Lehtonen (D)             | Finlande           | Predators de Nashville                | Kärpät Oulu (SM-liiga)                  |
| 272  | Aleš Píša (D)                  | République tchèque | Oilers d'Edmonton (de Boston)         | HC IPB Pojišťovna Pardubice (Extraliga) |
| 273  | Severin Blindenbacher (D)      | Suisse             | Coyotes de Phoenix                    | EHC Kloten Flyers (LNA)                 |
| 274  | Peter Reynolds (D)             | Canada             | Hurricanes de la Caroline             | Centennials de North Bay (LHO)          |
| 275  | Robert Müller (G)              | Allemagne          | Capitals de Washington                | Adler Mannheim (DEL)                    |
| 276  | Mike Knoepfli (AG)             | Canada             | Maple Leafs de Toronto                | Georgetown (OPJA)                       |
| 277  | Sébastien Laplante (G)         | Canada             | Kings de Los Angeles                  | Rayside-Balfour (NOJHL)                 |
| 278  | Shay Stephenson (AG)           | Canada             | Oilers d'Edmonton                     | Rebels de Red Deer (LHOu)               |
| 279  | Ryan Jorde (D)                 | Canada             | Sabres de Buffalo (de San José)       | Americans de Tri-City (LHOu)            |
| 280  | Roman Kouhtinov (D)            | Russie             | Islanders de New York (de Pittsburgh) | Metallurg Novokouznetsk (Superliga)     |
| 281  | Ilia Solarev (AG)              | Russie             | Lightning de Tampa Bay (de Buffalo)   | Molot Prikamie Perm (Superliga)         |
| 282  | Marcel Rodman (AD)             | Slovénie           | Bruins de Boston (de Philadelphie)    | Petes de Peterborough (LHO)             |
| 283  | Simon Skoog (D)                | Suède              | Blues de Saint-Louis                  | Morrum Jr (Suède)                       |
| 284  | Viktor Hübl (A)                | République tchèque | Capitals de Washington                | HC Slavia Prague (Extraliga)            |
| 285  | Marek Tomica (A)               | République tchèque | Stars de Dallas                       | HC Slavia Prague (Extraliga)            |
| 286  | Toni Dahlman (AD)              | Finlande           | Sénateurs d'Ottawa                    | Ilves Tampere (SM-liiga)                |
| 287  | Juha-Pekka Ketola (C)          | Finlande           | Islanders de New York (de New Jersey) | Lukko Rauma Jr (SM-liiga)               |
| 288  | François Senez (D)             | Canada             | Red Wings de Détroit                  | Engineers de Rensselear (ECAC)          |
| 289  | Henrik Bergfors (D)            | Suède              | Lightning de Tampa Bay (de Colorado)  | Södertälje SK Jr (Elitserien)           |